# مقاطعة أسكو
مقاطعة أسكو (بالفارسية: شهرستان اسکو) هي إحدى مقاطعات محافظة أذربيجان الشرقية في إيران. عاصمة المقاطعة هي أسكو. حسب تعداد 2011، بلغ عدد السكان 98,988 في 23,613 عائلة.